# Енево (Шуменская область)
Енево (болг. Енево) — село в Болгарии. Находится в Шуменской области, входит в общину Нови-Пазар. Население составляет 456 человек.
Село расположено в 5 км восточнее города Нови-Пазар и к северу от автомагистрали А2 «Хемус».

## Политическая ситуация
В местном кметстве Енево, в состав которого входит Енево, должность кмета (старосты) по результатам выборов 2007 года исполняет Тотка Димитрова Иванова (Болгарская социалистическая партия, БСП).
Кмет (мэр) общины Нови-Пазар, по результатам выборов в правление общины 2007 года, — Васил Еленков Тонев (БСП).

## Фотогалерея

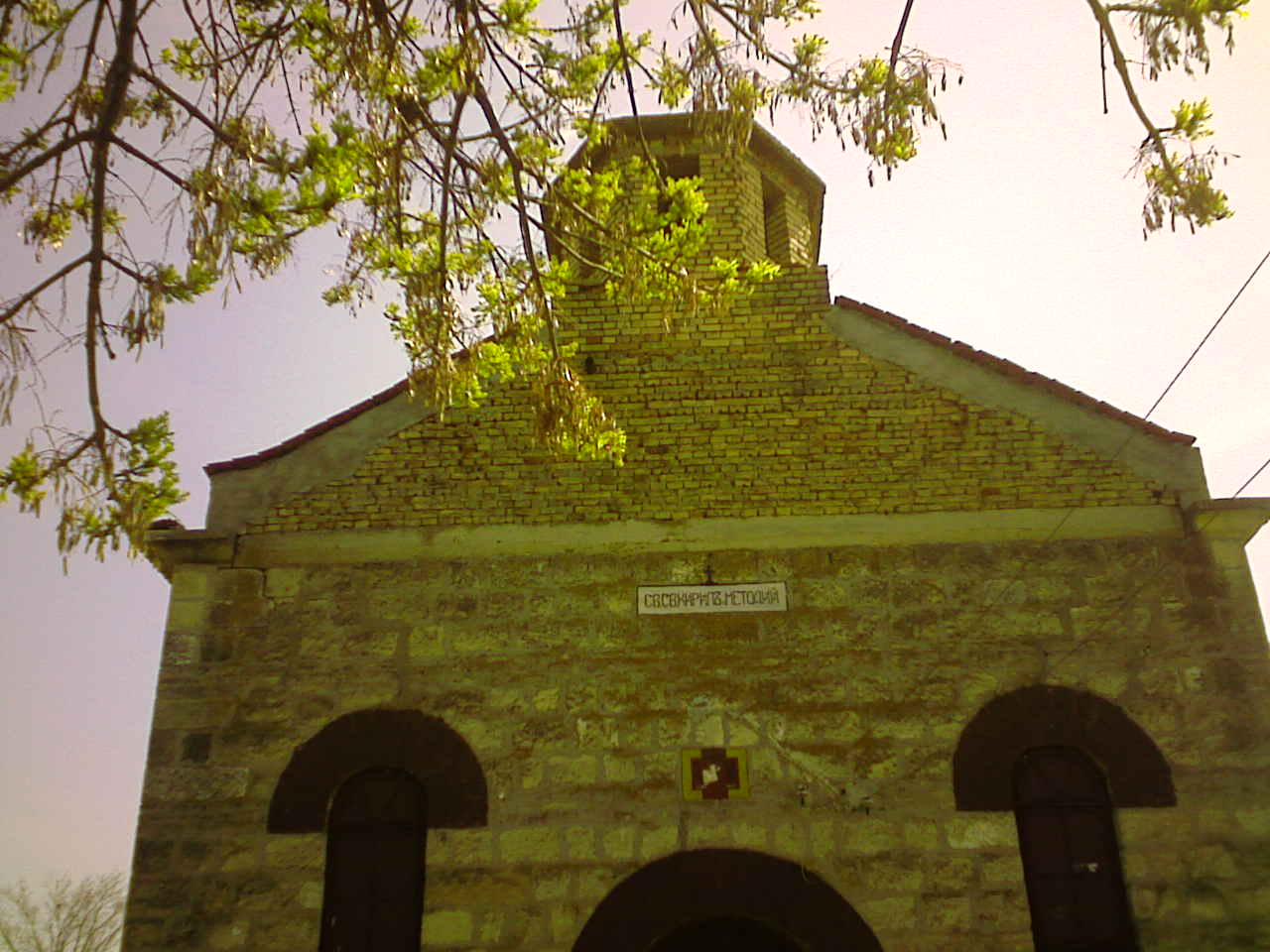
Храм святых Кирилла и Мефодия
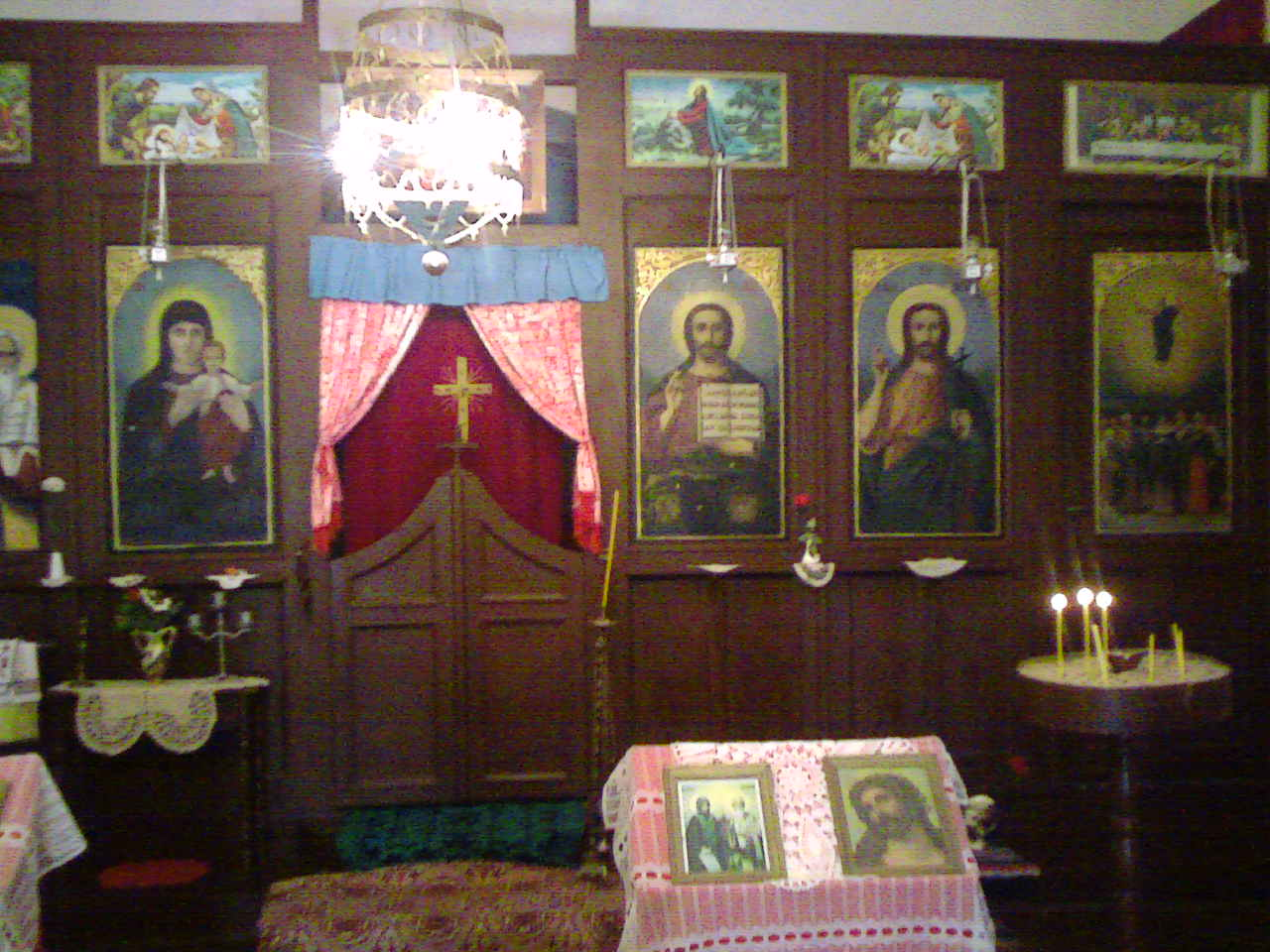
В церкви
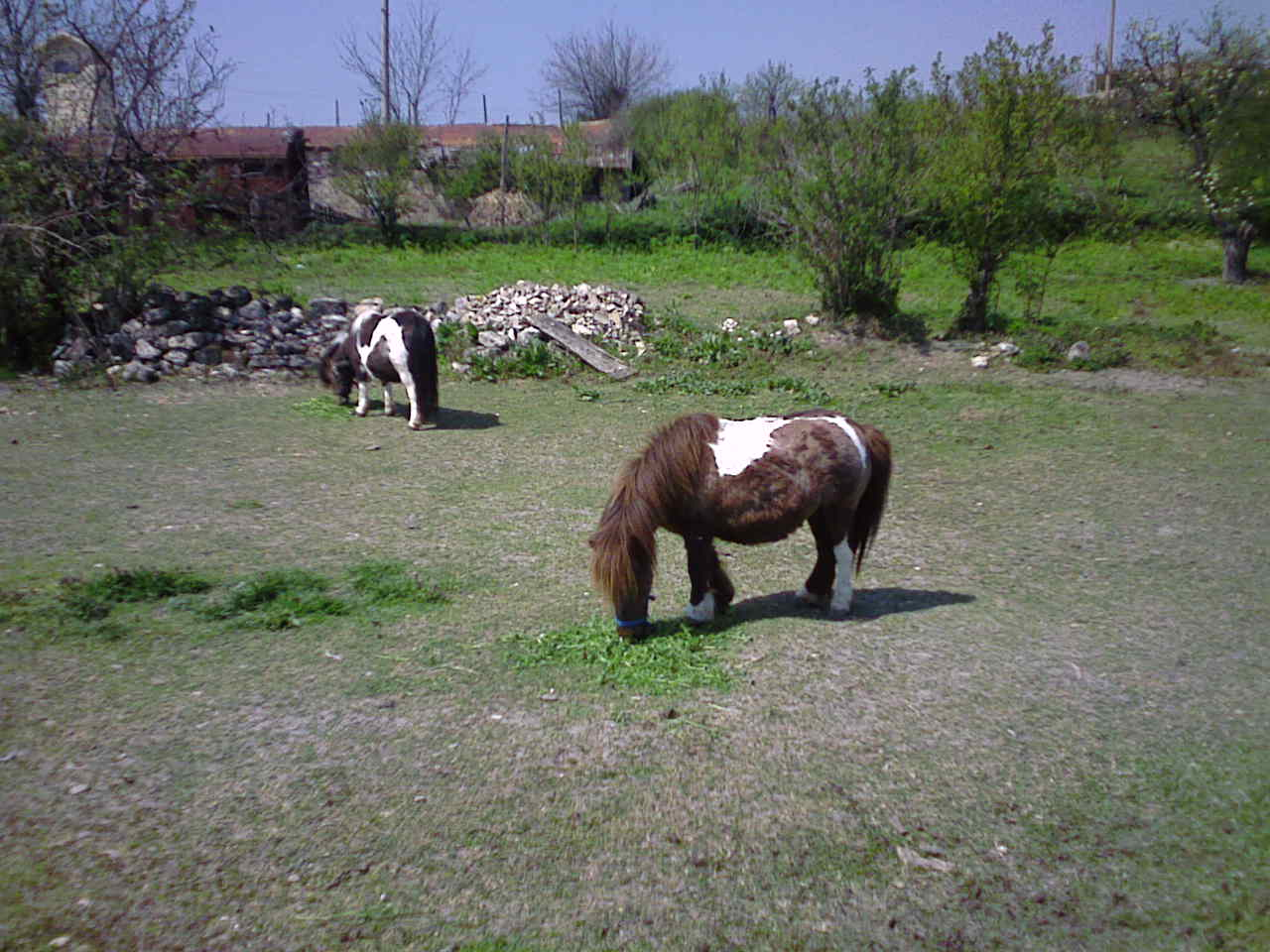
Пони в Енево